# Tik Tok (Radical e Rosa Chemical)
Tik Tok è un singolo dei rapper italiani Radical e Rosa Chemical pubblicato il 12 agosto 2019.

## Video musicale
Il video musicale, diretto da Matteo Croci e Luca La Piana, è stato pubblicato sul canale YouTube del rapper il 5 settembre 2019.

## Tracce
Testi e musiche di Daniele Wandja,  Manuel Franco Rocati, Gregory Taurone.
1. Tik Tok – 1:54